# Воинское кладбище № 22 (Ясло)
Воинское кладбище № 22 — Ясло (пол. Cmentarz wojenny nr 22 - Jasło) — воинское кладбище, находящееся в городе Ясло, Подкарпатское воеводство. Кладбище входит в группу Западногалицийских воинских захоронений времён Первой мировой войны. На кладбище похоронены военнослужащие Австро-Венгерской, Германской и Российской армий, погибшие во время Первой мировой войны 6 — 7 мая 1915 года. Памятник Подкарпатского воеводства.

## История
Кладбище было построено Департаментом воинских захоронений К. и К. военной комендатуры в Кракове в 1915 году по проекту австрийского архитектора Ганса Майра. На кладбище площадью 1.500 квадратных метра находится 14 братских и 136 индивидуальных могил, в которых похоронены 79 австрийских, 41 германских и 555 русских солдат из 3-го Нарвского, 5-го Калужского, 17-го Архангелогородского, 33-го Елецкого, 57-го Модлинского, 97-го Лифляндского, 191-го Ларго-Кагульского, 192-го Рымникского и 193-го Свияжского пехотных полков.

## Описание
В центре кладбища стоит каменный памятник, на котором прикреплена табличка со словами на немецком языке и табличка с аналогичным переводом на польский язык, укреплённая после ремонта в конце XX века:
| DER NIBELUNGEN NOT SCHUF NIBELUNGEN KRAFT, GRTREUER HELDEN TOD HAT WUNDERS WIEL GESCHAFFT, DER DRACHE LIEGT ZERSPELLT, DER UNS MIT HASS UMNETZT, DER FRIEDE IST DER WELT ERNEUT ZUM HERRN GESETST. |

## Источник
- Oktawian Duda: Cmentarze I wojny światowej w Galicji Zachodniej. Warszawa: Ośrodek Ochrony Zabytkowego Krajobrazu, 1995. ISBN 83-85548-33-5.